# Лазар Раичевић
Лазар Раичевић (Крагујевац, 22. фебруара 1998) српски је фудбалер који тренутно наступа за Јавор из Ивањице.

## Статистика

### Клупска
Ажурирано 11. јуна 2023.
| Клуб                | Сезона   | Лига              | Лига | Лига | Национални куп | Национални куп | Европа | Европа | Остало | Остало | Укупно | Укупно |
| Клуб                | Сезона   | Дивизија          |      | Гол  |                | Гол            |        | Гол    |        | Гол    |        | Гол    |
| ------------------- | -------- | ----------------- | ---- | ---- | -------------- | -------------- | ------ | ------ | ------ | ------ | ------ | ------ |
| Раднички Крагујевац | 2015/16. | Прва лига Србије  | 0    | 0    | 0              | 0              | —      | —      | —      | —      | 0      | 0      |
| Раднички Крагујевац | 2016/17. | Српска лига Запад | 15   | 0    | 0              | 0              | —      | —      | 0      | 0      | 15     | 0      |
| Раднички Крагујевац | 2017/18. | Прва лига Србије  | 27   | 0    | —              | —              | —      | —      | —      | —      | 27     | 0      |
| Раднички Крагујевац | 2018/19. | Прва лига Србије  | 32   | 0    | 0              | 0              | —      | —      | 2      | 0      | 32     | 0      |
| Раднички Крагујевац | 2019/20. | Прва лига Србије  | 20   | 0    | 1              | 0              | —      | —      | —      | —      | 21     | 0      |
| Раднички Крагујевац | 2020/21. | Прва лига Србије  | 15   | 0    | 0              | 0              | —      | —      | —      | —      | 15     | 0      |
| Раднички Крагујевац | 2021/22. | Суперлига Србије  | 3    | 0    | 0              | 0              | —      | —      | 0      | 0      | 3      | 0      |
| Раднички Крагујевац | 2022/23. | Суперлига Србије  | 7    | 0    | 1              | 0              | —      | —      | —      | —      | 8      | 0      |
| Раднички Крагујевац | Укупно   | Укупно            | 119  | 0    | 2              | 0              | —      | —      | 2      | 0      | 123    | 0      |

1. ↑  Односи се на утакмице баража за попуну Суперлиге, против Металца из Горњег Милановца,[8] односно Инђије, после чега је Раднички елиминисан.[9]

## Трофеји и награде
Раднички Крагујевац
- Српска лига Запад: 2016/17.[14]
- Прва лига Србије: 2020/21.